# چکامه‌های غنایی

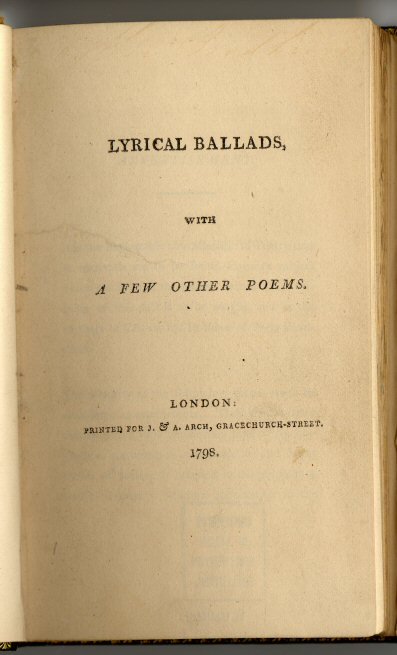
صفحه عنوان چاپ اول.

چکامه‌های غنایی به ضمیمه اشعار دیگر؛ مجموعه اشعار ویلیام وردزورث و ساموئل تیلور کولریج است که اولین بار در سال ۱۷۹۸ منتشر شد و عموماً به عنوان آغاز دوره رمانتیک در ادبیات انگلیسی در نظر گرفته می‌شود. هرچند که این اثر تأثیر نسبتاً کمی بر منتقدان داشت، ولی تحول عظیمی ایجاد کرد و به عنوان شاهکاری شاخص ماندگار شد.
در چاپ سال ۱۷۹۸ بیشتر اشعار متعلق به ویلیام وردزورث بودند و کولریج تنها در چهار شعر از این اثر سهیم بود (هر چند که این چهار شعر یک سوم کتاب را از نظر طول شعر در بر می‌گرفت) که شامل یکی از معروفترین آثار او یعنی «منظومه ملوان پیر» نیز می‌شود.
چاپ دوم این مجموعه شعر در سال ۱۸۰۰ منتشر شد، که ویلیام وردزورث مقدمه و اشعار دیگری را به آن افزود که اصول شعری غالب آن زمان را تعریف می‌کردند. ویلیام وردزورث برای چاپ بعدی که در سال ۱۸۰۲ عرضه شد ضمیمه ای تحت عنوان «سبک شاعرانه» به اثر مذکور اضافه کرد که در آن نظرات مطرح شده در مقدمه ویرایش قبلی را به تفصیل شرح می‌داد. چاپ سوم اثر سال ۱۸۰۲، همراه با ضمایم و پیوست‌های ارزشمندی که برای مقدمه نوشته شده بود به چاپ رسید و چاپ چهارم سال ۱۸۰۵ منتشر گردید.

## محتوی

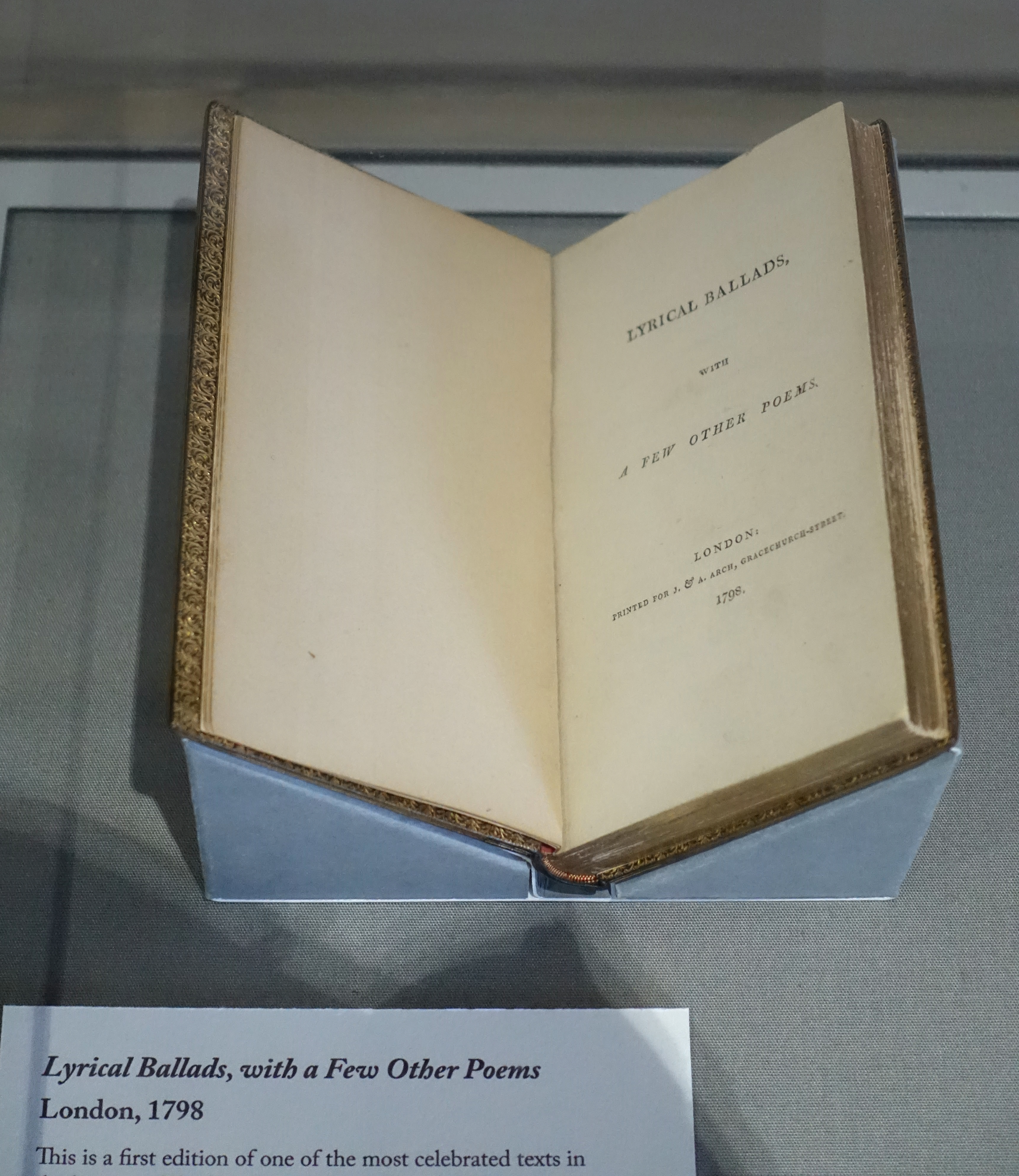
نمایشگاه در کلبه کولریج - ندر استوی - سامرست، انگلستان.

ویلیام وردزورث و کولریج آنچه را که شکل برجسته و با قاعده شعر انگلیسی قرن ۱۸ می‌خواندند را دگرگون کردند و با نوشتن ابیات به زبان عامیانه، شعر را برای مردم قابل فهم کردند. این دو شاعر بزرگ توجه خود را بر زبان گفتاری افراد قشر طبقه پایین جامعه معطوف کردند تا بهتر زندگی حقیقیشان را نشان دهند. این نوع زبان جهان شمول بودن احساسات بشر را بهتر بیان می‌کند. حتی عنوان مجموعه، سبک و سیاق هنر روستایی را خاطر نشان می‌کند – لغت «غنایی» اشعار مجموعه را به بارد روستایی باستانی مرتبط می‌کند و فضایی از طبع شاعرانه را ارائه می‌دهد، در حالی که «چکامه» یک شیوه کلامی داستان سرایی است که مردم استفاده می‌کنند.

ویلیام وردزورث در بیانه موجود در چاپ سال ۱۷۹۸ مفهوم و محتوای شعری خود را شرح داد:
عمده اشعار زیر، به عنوان امتحان و سنجش در نظر گرفته می‌شوند. این اشعار بیشتر به این دلیل نوشته شده‌اند که نشان دهند زبان محاوره قشر پایین دست و متوسط جامعه برای لذت بردن از شعر مناسب و سازگار است.
اگر این اشعار با همین لحن بیان برای هنجارشکنی کافی نبوده باشد، این حجم از تمرکز و توجه به مردمان ساده و بی سواد روستایی به عنوان موضوع شعر، گامی به سمت تغییر جهت به ادبیات مدرن بوده‌است. یکی از مفاهیم اصلی «چکامه‌های غنایی» بازگشت به حالت و وضعیت اولیه طبیعت است که مردم در آن دوران وجودی پاک تر و معصوم تر داشته‌اند. روسو عقیده داشت اساساً انسان موجود خوبی است اما تحت تأثیر جامعه، بد و فاسد شده‌است و ویلیام وردزورث با این عقیده موافق بود. این جریان می‌تواند با عقاید فراگیر در اروپا که درست قبل از انقلاب فرانسه بود مرتبط باشد.